# Parroquia Letamendi
Letamendi es una de las 16 parroquias urbanas de la ciudad de Guayaquil. Se ubica en el sector suroeste de la misma. Está limitada al norte por la calle Gómez Rendón, al sur por el estero Las Ranas, al este por la calle Lizardo García y al oeste por la calle Federico Goding hasta el estero Las Ranas.

## Historia
Alrededor de 1950, las familias guayaquileñas se asentaban en las orillas del Estero Salado en el sector de Puerto Liza. Con el pasar del tiempo se fueron rellenando el estero para dar paso a calles asfaltadas y asentamientos más urbanos.

## Población
La parroquia Letamendi cuenta con más de 101 000 habitantes.

## Política
Pertenece al distrito 3 de la provincia de Guayas para elecciones generales.